# Erondegemse Pijl
El Erondegemse Pijl es una carrera ciclista femenina que se disputa anualmente en el municipio de Erpe-Mere, en Bélgica, desde el año 2011. Forma parte del calendario de la Unión Ciclista Internacional en categoría 1.2.

## Palmarés
| Año  | Ganador            | Segundo              | Tercero               |           |
| ---- | ------------------ | -------------------- | --------------------- | --------- |
| 1996 | Els Decottenier    | Sonja Vermeylen      | Els Pauwels           |           |
| 1997 | Anja Lenaers       | Anne-Marie Cooreman  | Sonja Vermeylen       |           |
| 1998 |                    |                      |                       |           |
| 1999 |                    |                      |                       |           |
| 2000 |                    |                      |                       |           |
| 2001 |                    |                      |                       |           |
| 2002 |                    |                      |                       |           |
| 2003 |                    |                      |                       |           |
| 2004 |                    |                      |                       |           |
| 2005 |                    |                      |                       |           |
| 2006 | Sjoukje Dufoer     | Ludivine Henrion     | Ilse Geldhof          |           |
| 2007 | Corine Hierckens   | Eva Heijmans         | Goedele Van Den Steen |           |
| 2008 | Sylvia Debboudt    | Lensy Debboudt       | Mieke de Clercq       |           |
| 2009 | Lieselot Decroix   | Janneke Busser Kanis | Lensy Debboudt        |           |
| 2010 | Grace Verbeke      | Marie Lindberg       | Sjoukje Dufoer        |           |
| 2011 | Chantal Blaak      | Christine Majerus    | Liesbet de Vocht      |           |
| 2012 | Adrie Visser       | Liesbet de Vocht     | Janneke Busser Kanis  |           |
| 2013 | Maaike Polspoel    | Sofie De Vuyst       | Christine Majerus     |           |
| 2014 | Ann-Sophie Duyck   | Liesbet de Vocht     | Désirée Ehrler        |           |
| 2015 | Thalita De Jong    | Élise Delzenne       | Nina Kessler          |           |
| 2016 | Lucinda Brand      | Nina Kessler         | Thalita De Jong       |           |
| 2017 | Julia Soek         | Rachel Neylan        | Esther van Veen       |           |
| 2018 | Nina Kessler       | Evy Kuijpers         | Monique van de Ree    |           |
| 2019 | Monique van de Ree | Thi That Nguyen      | Sofie De Vuyst        |           |
| 2020 | cancelada          | cancelada            | cancelada             | cancelada |

## Palmarés por países
| País         | Victorias |
| ------------ | --------- |
| Países Bajos | 7         |
| Bélgica      | 2         |